# Las Vegas Challenger
Las Vegas Challenger, właśc. Las Vegas Tennis Open – męski turniej tenisowy rangi ATP Challenger Tour. Rozgrywany na kortach twardych w amerykańskim Las Vegas od 2015 roku.

## Mecze finałowe

### Gra pojedyncza
| Rok  | Mistrz             | Finalista        | Wynik             |
| 2022 | Tennys Sandgren    | Stefan Kozlov    | 7:5, 6:3          |
| 2021 | J. J. Wolf         | Stefan Kozlov    | 6:4, 6:4          |
| 2020 | Nie rozgrywany     | Nie rozgrywany   | Nie rozgrywany    |
| 2019 | Vasek Pospisil     | James Duckworth  | 7:5, 6:7(11), 6:3 |
| 2018 | Thanasi Kokkinakis | Blaž Rola        | 6:4, 6:4          |
| 2017 | Stefan Kozlov      | Liam Broady      | 3:6, 7:5, 6:4     |
| 2016 | Sam Groth          | Santiago Giraldo | 6:7(4), 6:4, 7:5  |
| 2015 | Thiemo de Bakker   | Grega Žemlja     | 3:6, 6:3, 6:1     |

### Gra podwójna
| Rok  | Mistrzowie                     | Finaliści                         | Wynik             |
| 2022 | Julian Cash Henry Patten       | Constantin Frantzen Reese Stalder | 6:4, 7:6(1)       |
| 2021 | William Blumberg Max Schnur    | Jason Jung Evan King              | 7:5, 6:7(5), 10–5 |
| 2020 | Nie rozgrywany                 | Nie rozgrywany                    | Nie rozgrywany    |
| 2019 | Ruben Gonzales Ruan Roelofse   | Nathan Pasha Max Schnur           | 2:6, 6:3, 10–8    |
| 2018 | Marcelo Arévalo Roberto Maytín | Robert Galloway Nathan Pasha      | 6:3, 6:3          |
| 2017 | Brydan Klein Joe Salisbury     | Hans Hach Verdugo Dennis Novikov  | 6:3, 4:6, 10–3    |
| 2016 | Thiemo de Bakker Matt Reid     | Bjorn Fratangelo Denis Kudla      | 6:1, 7:5          |
| 2015 | Carsten Ball Dustin Brown      | Dean O’Brien Ruan Roelofse        | 3:6, 6:3, 10–6    |